# Sloth (Band)
Sloth war eine englische Stoner-Doom-Band aus London, die im Jahr 1999 gegründet wurde und sich etwa 2000 wieder auflöste.

## Geschichte
Die Band wurde im August 1999 aus dem Zerfall der beiden Doom-Metal-Bands Godzilla und Mourn gegründet. Die Gruppe bestand aus dem Sänger Gaz Ricketts, dem Gitarristen Roland Scriver, dem Bassisten Will Palmer und dem Schlagzeuger Vince Scriver. Nach ihrem ersten Konzert im September als Vorband für Spirit Caravan im Marquee Club, erreichte die Gruppe einen Vertrag bei Rise Above Records. Nach einem Demo im Januar 2000,  begab sich die Band Mitte des Jahres in die Backstage Studios. Als Produzent war hierbei Dave Change tätig, welcher bereits Tonträger für Orange Goblin produziert hatte. Das Album wurde im Jahr 2000 unter dem Namen The Voice of God veröffentlicht. Die japanische Version des Albums enthielt The Sadist als Bonuslied. Für das Jahr 2004 war die Veröffentlichung eines zweiten Albums geplant, was jedoch nie passierte.

## Stil
Die Musik von Sloth wird dem Stoner Doom und Sludge zugerechnet. Sie sei ähnlich jener von Electric Wizard, „fett, sludgy, psychadelisch, erdrückend, schmutzig und schwer.“ Laut Max H. von doomedreview.blogspot.de spiele die Band meist langsam gespielten Doom Metal, mit dröhnenden, heruntergestimmten Gitarren. Gelegentlich würde das Tempo auch plötzlich angehoben werden.

## Diskografie
- 2000: Demo (Demo, Eigenveröffentlichung)
- 2000: The Voice of God (Album, Rise Above Records)